# イグナシオ・コモンフォルト

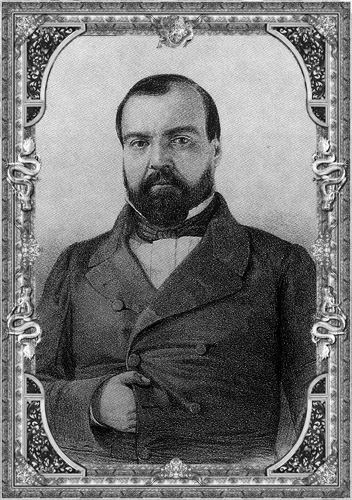
イグナシオ・コモンフォルト

ホセ・イグナシオ・グレゴリオ・コモンフォルト・デ・ロス・リオス（José Ignacio Gregorio Comonfort de los Ríos、1812年3月12日 - 1863年11月13日）は、メキシコの政治家。自由主義派の政治家で、レフォルマの幕を開けた。

## 生涯
コモンフォルトは1812年にフランス人の両親のもとでプエブラに生まれ、ニコラス・ブラボのもとで米墨戦争に参加し、戦後はアカプルコの税関長の座に着いた。
1855年、サンタ・アナの暴政に対し、南部の自由主義派領袖（カウディーリョ）であるフアン・アルバレスがアユトラ綱領を発表して決起した際にはコモンフォルトも賛同し、サンタアナを破って首都メキシコシティへ凱旋した。アルバレスは大統領に就任したもののすぐに隠退し、改革の実務は1855年12月11日に大統領の座を譲られたコモンフォルトが行うこととなった。コモンフォルトのもとには副大統領ベニート・フアレスやメルチョール・オカンポ、経済学者ミゲル・レルド・デ・テハーダなど自由主義派のそうそうたる人材が揃い、そのもとでコモンフォルトは改革を実行していった。そして、1857年2月には自由主義的な1857年憲法が制定された。
しかし、一連の自由主義的改革にはカトリック教会が強く反発し、保守派の政治家もそれに乗じて巻き返しを図った。1857年12月17日、保守派の将軍フェリックス・マリア・スロアガがフアレスなどを人質にとり、改革の撤回を迫った。これはタクバーヤの陰謀と呼ばれる。コモンフォルトは逡巡の末に改革撤回を承諾し、保守派に鞍替えした。これに反対する改革派はフアレスをリーダーとして反乱を起こし、この反乱はレフォルマ戦争と呼ばれる内戦に発展した。1858年1月21日、スロアガはコモンフォルトを辞任に追い込んだ。
コモンフォルトはアメリカに亡命したのち、フランスがメキシコ帝国の建設を企てるとその阻止のため、再びメキシコに向かって軍を率いて戦ったものの、1863年11月13日には盗賊に襲われ、殺害された。